# 若利山
45°49′33″N 06°41′34″E / 45.82583°N 6.69278°E

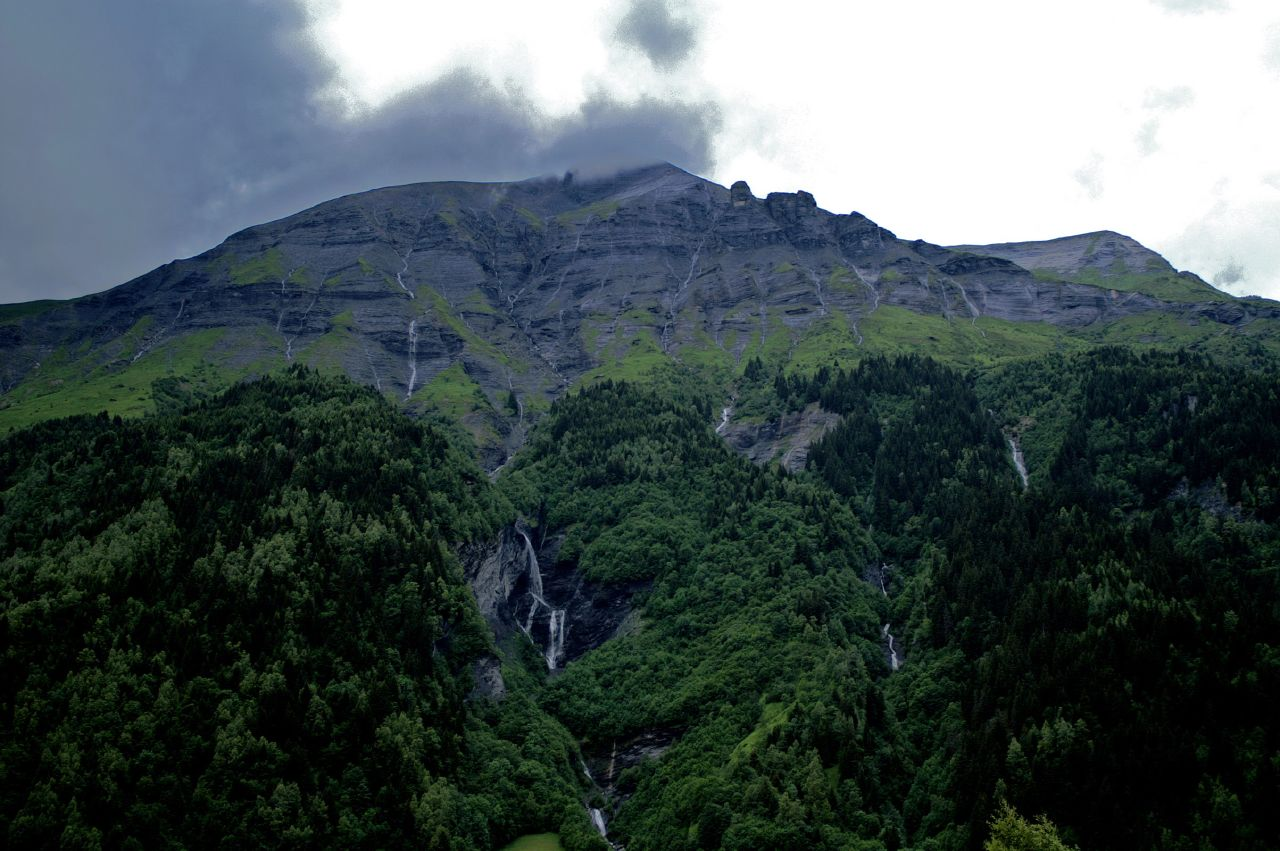

若利山（法語：Mont Joly），是法國的山峰，位於該國東部，由上薩瓦省負責管轄，屬於博福爾坦山的一部分，該山峰海拔高度2,525米，每年平均降雨量1,567毫米。